# L'uomo con la macchina da presa
L'uomo con la macchina da presa (Человек с киноаппаратом, Čelovek s kinoapparatom) è un film del 1929 diretto da Dziga Vertov.
Nel 2020 è stato scelto per la conservazione nel National Film Registry della Biblioteca del Congresso degli Stati Uniti.

## Trama
La giornata, dall'alba al tramonto, di un cineoperatore che riprende per lo più scene di vita quotidiana per le strade di Odessa, e che ci mostra anche la sua arditezza alla ricerca di inquadrature a sensazione, sopra, sotto o a fianco di treni in corsa.
Il film si apre con il totale di una sala cinematografica che da vuota si riempie in un attimo. La stessa sala si rivedrà in chiusura del film dopo una sequenza nella quale la macchina da presa ha cominciato a muoversi da sola sul treppiedi, senza operatore, e prima di vedere la facciata del Teatro Bol'šoj frantumarsi grazie ad un effetto ottico.

## Analisi
Il film è forse il compimento massimo (e finale) del movimento kinoglaz ("Il cineocchio"), nato negli anni venti per iniziativa di Vertov e propugnatore della superiorità del documentario sul cinema di finzione che, in sostanza, deve essere bandito perché inadatto a formare una società comunista.
Vertov raccoglie l'esperienza di anni di documentari propagandistici, le sue radici futuriste, le sue teorie secondo le quali il cinema deve essere uno strumento a servizio del popolo e della sua formazione comunista, e sublima il tutto in un'opera tecnicamente all'avanguardia e che ancora oggi colpisce per originalità e vivacità.

## Significato
Un occhio meccanico e sono in costante movimento!»
(Dziga Vertov)
Vertov credeva che le storie di finzione fossero solo fumo che il potere borghese gettava negli occhi del popolo. La sua opera cinematografica è perciò tutta tesa a raggiungere uno scopo sociale, attraverso la documentazione della sola realtà, anche laddove l'occhio umano non può arrivare. Solo la verità interessa l'occhio della cinepresa e solo guardando e mostrando cose reali si può costruire una società migliore.
Il suo purismo trova riscontri in altri ambiti della cultura sovietica del tempo, ma nell'ambito cinematografico, in piena espansione, i contrasti sono grandi anche all'interno di un Paese dominato da un'ideologia così forte e unificante. Così dopo alcuni anni improntati al rigore e a diffondere le tesi del movimento kinoglaz, Vertov si trova nella necessità di dare una risposta più forte alle critiche che, ora, gli giungono anche dagli apparati di partito, preoccupati che troppa sete di verità si scontri con le esigenze della propaganda.
L'uomo con la macchina da presa va oltre i documentari girati per strada, fuori dalle fabbriche, nei villaggi, ecc. Stavolta insieme alle scene di vita quotidiana è lo stesso operatore ad essere ripreso. Lui è l'oggetto stesso dell'indagine dell'occhio scrutatore, nell'atto di spostarsi, sistemare i suoi attrezzi o semplicemente filmare. È un primo caso di cinema nel cinema che, al di là dell'iniziale intento ideologico (il cineoperatore lavoratore alla pari dell'operaio), innesca un meccanismo di meta-cinema che coinvolge in un piacevole gioco tanto lo spettatore quanto il regista che, perso il "purismo" iniziale, acquista però una grande forza espressiva.

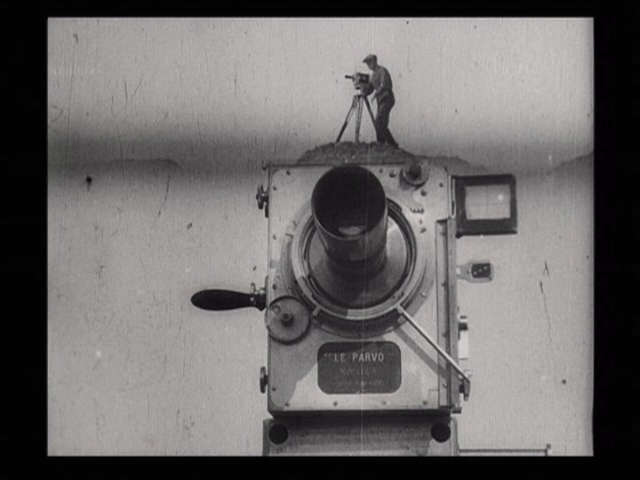
L'uomo con la macchina da presa... sopra la macchina da presa (una scena del film)

Vertov, esibendo abilità ed estro con riprese innovative e giochi di montaggio esasperati quasi fosse un saggio di tecniche d'avanguardia, si serve della sua padronanza del mezzo tecnico per dare impulso alla sua idea di cinema, sino a questo film improntata alla ricerca della verità cronachistica, e ora lanciata verso la scrittura di un nuovo linguaggio espressivo. La verità dell'occhio che guarda diventa essa stessa una verità da osservare, innescando riflessioni nello spettatore cui forse non è più possibile dare risposte certe.
Forse sta anche in questo il motivo per cui questo film segnerà l'apice della carriera di Vertov, incapace in seguito, pur dando vita a documentari di grande valore, di ritrovare quella vena dirompente, sagace e moderna che caratterizza L'uomo con la macchina da presa. Dopo un parziale oblìo, oggi quest'opera è riconosciuta come un caposaldo della cinematografia mondiale. E questo lo si deve alle capacità tecniche artistiche di Vertov e di suo fratello, Michail Kaufman, operatore nonché protagonista del film, ma soprattutto all'originalità del soggetto.

## Accoglienza

### Iniziale
Alla sua uscita L'uomo con la macchina da presa non ricevette giudizi unanimi. I contemporanei di Vertov in Unione Sovietica criticarono il film per la prevalenza della forma sul contenuto accusandolo di formalismo, e il grande regista Sergej Ėjzenštejn arrivò persino a deridere la pellicola definendola "teppismo cinematografico senza senso". L'opera venne molto criticata anche in Occidente. Il documentarista Paul Rotha disse che in Gran Bretagna, Vertov era "guardato come una sorta di scherzo e nulla più, e non veniva preso sul serio da nessuno". Il ritmo del montaggio del film — quattro volte più veloce di un tipico film dell'epoca, con circa 1,775 inquadrature diverse — disturbò anche alcuni spettatori, incluso il recensore del The New York Times Mordaunt Hall: "Il regista, Dziga Vertov, non tiene in considerazione il fatto che l'occhio umano ha bisogno di fissare uno spazio per un determinato lasso di tempo per potersi concentrare e prestare attenzione".
Vertov, definito da Sadoul «teorico del documentario immediato», dove tecnica e meraviglia vanno di pari passo, impiega soltanto successivamente, riguardo al proprio metodo, l'espressione di cinema verità, espressione che dopo il 1960 venne raccolta «come una bandiera da un gruppo di documentaristi che scoprirono la possibilità d'una macchina da presa viva, occhio e orecchio a un tempo, capace di cogliere la vita di sorpresa. Si compivano così nel cinema le predizioni d'un profeta lirico» dei tempi del cinema muto.
Gran parte del pubblico non colse le innovazioni e le scelte stilistiche di Vertov, e giudicò il film semplicemente noioso e senza senso.

### Rivalutazione
Con il passare dei decenni, L'uomo con la macchina da presa ebbe un'ampia rivalutazione da parte della critica e dei cinefili, tanto da essere attualmente considerato "uno dei più grandi film mai girati", nel 2012 si è classificato ottavo nella lista dei migliori film di sempre redatta dalla rivista Sight & Sound, e primo assoluto tra i documentari nel 2014. Nel 2009, il critico cinematografico Roger Ebert, a proposito del film, scrisse: "[Vertov] ha reso esplicito e poetico il dono sorprendente che il cinema ha reso possibile, quello di organizzare ciò che vediamo, ordinandolo, imponendo un ritmo ed un linguaggio, e trascendendolo".

## Aspetti tecnico-stilistici
Il film è privo di didascalie, andando così contro le più semplici e consolidate convenzioni del cinema muto.
Dominique Noguez nel 1977 scrive che per cogliere meglio il linguaggio di questo film si sarebbe dovuto attendere la problematica della decostruzione e, dopo aver citato a tale proposito Brecht o Godard, dissente da Guido Aristarco che vede, in L'uomo con la macchina da presa, il succedersi di piani paralleli e in opposizione tra loro, portando ad esempio il montaggio che mette in contrasto donne occupate le une a danzare e le altre ad un lavoro pesante, come dire che le classi sociali nell'Unione Sovietica del tempo esistevano ancora. Noguez scrive che le sequenze non si oppongono e non sono montate parallelamente, sono lontane le une dalle altre e, tenendo conto della struttura, il film mostra i differenti momenti della giornata (sonno, risveglio, lavoro, svaghi), per cui i piani non si oppongono, semplicemente si succedono cronologicamente.
Dal punto di vista tecnico è un'esibizione di tutto ciò che l'inventiva e lo slancio sperimentale dell'epoca potessero esprimere. Doppie esposizioni, salti di scena, carrellate, riprese oblique, primissimi piani, split screen, fast motion, slow motion, freeze frames e tanto altro ancora, corredato oltretutto anche dal documento delle spericolatezze effettuate dallo stesso operatore per la realizzazione di riprese bizzarre ed originali. Insomma, l'avanguardia espressa e documentata al tempo stesso.

## Accompagnamento musicale
Vertov lasciò indicazioni scritte su come la musica dovesse accompagnare la pellicola, prassi comune all'epoca visto che gli accompagnamenti musicali venivano eseguiti dal vivo nella sale cinematografiche. Dagli anni trenta vi sono state apposte svariate musiche tra le quali ricordiamo quelle composte da Pierre Henry, da Franco Battiato, dalla Alloy Orchestra, dagli In The Nursery nel 1999, da Michael Nyman nel 2001, dalla The Cinematic Orchestra nel 2003, e una sonorizzazione del 2012 curata interamente dalla band italiana Sikitikis su richiesta del Palazzo delle Esposizioni di Roma.